# Moritzia dusenii
Moritzia dusenii är en strävbladig växtart som beskrevs av Ivan Murray Johnston. Moritzia dusenii ingår i släktet Moritzia och familjen strävbladiga växter. Inga underarter finns listade i Catalogue of Life.